# クラウス・シュノア
クラウス・ピーター・シュノア（ドイツ語: Claus-Peter Schnorr、1943年8月4日 - 2025年6月8日）は、ドイツの数学者、暗号研究者である。

## 来歴
彼は1966年にザールラント大学でPh.D.を取得し、1970年に大学教授資格を取得した。シュノアの暗号学に対する貢献には、彼の名前を冠したデジタル署名アルゴリズムで使用されるシュノア群の研究が含まれる。これ以外に、シュノアはアルゴリズム情報理論への貢献とペール・マルティン＝レーフによるランダム列の定義に代わるアルゴリズム的ランダムな無限列の定義方法を作成したことで知られている。
シュノアはヨハン・ヴォルフガング・ゲーテ大学フランクフルト・アム・マインで数学と計算機科学の教授を勤めていた。彼は同大学に40年間勤務し、2011年に退職した。彼はRSA研究所の特別準会員でもあり、1993年にゴットフリート・ヴィルヘルム・ライプニッツ賞をヨハネス・ブーフマンを共同受賞した。2013年にジャン＝ジャック・キスカエーターと共にRSA Award for Excellence in Mathematicsを受賞した。
シュノアは2008年までシュノア署名の特許を保有していた。